# Clorénquima

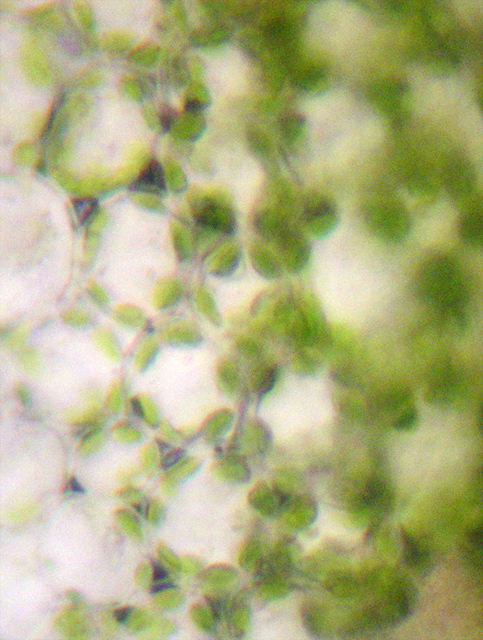
Células de clurunquimia en empalizada.

En botánica, el clorénquima o parénquima clorofiliano es un tejido vegetal de tipo parenquimático característico de las hojas de las plantas superiores. Es el tejido fotosintético por excelencia ya que sus células contienen cloroplastos que se encargan de captar la energía lumínica transformándola en energía química. Se encuentra especialmente en el mesófilo de las hojas, pero también en tallos jóvenes y en general en todas las partes verdes de la planta.

## Estructura
Usualmente las células del clorénquima tienen paredes delgadas y dejan entre sí abundantes espacios intercelulares que constituyen un profuso sistema de aireación que facilita el intercambio de gases necesario para permitir la asimilación del dióxido de carbono y la circulación del oxígeno. Sus células tienen un número variable de cloroplastos y presentan desde una a numerosas vacuolas.
El clorénquima puede ser de dos tipos.   El clorénquima en empalizada está formado por células cilíndricas y alargadas por lo que logran más superficie y menor volumen, son muy ricas en cloroplastos y presentan espacios intercelulares pequeños. El segundo tipo es el curunquimia por 2 lagunar o clorénquima esponjoso que está formado por células cortas, redondeadas o variadamente lobuladas, con menor cantidad de cloroplastos y que delimitan grandes espacios intercelulares llamados lagunas, por donde circula el aire necesario para el intercambio gaseoso y la respiración.